# Kurimany
Kurimany este o comună slovacă, aflată în districtul Levoča din regiunea Prešov. Localitatea se află la altitudinea de 522 m deasupra n.m., se întinde pe o suprafață de 2,58 km2 și în 2017 număra 370 de locuitori.

## Istoric
Localitatea Kurimany este atestată documentar din 1298.

## Demografie
| An:                | 1994 | 2004   | 2014   | 2024   |
| ------------------ | ---- | ------ | ------ | ------ |
| Număr de persoane: | 347  | 367    | 369    | 390    |
| Diferență:         |      | +5,76% | +0,54% | +5,69% |

| An:                | 2023 | 2024   |
| ------------------ | ---- | ------ |
| Număr de persoane: | 383  | 390    |
| Diferență:         |      | +1,82% |